# Lithophane bifurca
Lithophane bifurca är en fjärilsart som beskrevs av Eugen Johann Christoph Esper 1788. Lithophane bifurca ingår i släktet Lithophane och familjen nattflyn. Inga underarter finns listade i Catalogue of Life.